# 한운사
한운사(韓雲史, 1923년 1월 23일 ~ 2009년 8월 11일)는 대한민국의 시인, 서예가, 극작가, 영화 시나리오 각본 작가, 영화 각색가, 영화 배우이다.

## 생애

### 이력
본관은 청주 한씨이고 충청북도 괴산군에서 출생하였으며 본명은 한간남이다. 청주상업고등학교를 졸업한 후 1946년 서울대학교 불문과에 재학 중 KBS 라디오 드라마 「어찌하리까」로 방송계에 데뷔하였다.
1948년 방송작가로 활동을 시작했으며 1961년 '현해탄은 알고 있다' 등 소설과 1965년 영화 '빨간마후라' 등 20여편의 영화시나리오, '남과 북' 등 라디오 및 드라마 방송대본을 집필했으며 2002년 한국방송 영상산업진흥원 방송인 명예의 전당에 등재됐다. 또한 한국일보 문화부 부장, 한국방송작가협회 이사장, 한국펜클럽 대표, 한국방송공사 이사, 한일친선 협회 부회장 등에 자리하며 방송계의 발전에 공헌을 하였다.
한국문학과 방송계에 족적을 남긴 한운사를 기리는 자료전시관이 고향인 청안면 읍내로 45-6(읍내리 473)에 위치한 생가 터에 사업비 10억 9000만 원을 들여 지상 2층 규모((239.59m2))의 한운사기념관이 건립되었다.
대종상 각본상‧청룡상 각본상‧한국일보 연극영화상‧제9회 방송인상(방송공로 부문)을 받았고, 2009년에 은관문화훈장이 추서되었다.

### 주요 경력
- 1946년 시인 첫 등단.
- 1947년 서예가 입문.
- 1948년 《어찌하리까(인생 역마차)》라는 희곡 작품으로 방송극작가 입문.
- 1955년 소설가 등단.
- 1963년 서라벌예술초급대학 문예창작학과 전임교수.
- 1965년 자신이 원작 소설을 집필한 영화 《남과 북》을 각본하여 영화 시나리오 각본가 데뷔.
- 1967년 영화 《하얀 까마귀》로 영화 각색가 데뷔.
- 1999년 다큐멘터리 영화 《한국영화의 풍운아 영화감독 신상옥》으로 영화배우 데뷔.

## 가족 관계
건축가 한만원(韓晩元)이 첫째아들, 디자이너 돌리앙한(한도원(韓度元))이 둘째아들이며 그와 쌍둥이형제인 작가 한중원(韓重元)이 있고 1988년 기타 연주자 데뷔한 기타리스트 겸 작곡가 한상원(韓尙元)은 그의 넷째아들이다.

## 작사 대표작
- 《남과 북》(1964 라디오 드라마/1965 영화 주제가)- 《누가 이사람을 모르시나요》 (박춘석 작곡/곽순옥 노래)
- 《빨간 마후라》(1964 영화주제가)(황문평 작곡/쟈니 브라더스 노래)
- 《마두라 송》(1985) (김남균 작곡/정수라 노래)
- 《레만호에 지다》(1979 KBS 동명 외국 드라마 주제가) (외국곡/임택수 편곡/5.너랑 나랑 노래)
- 《눈이 내리는데》(1960 KBS(HLKA) 라디오 드라마 어느 하늘 아래 주제가/1969년 영화 주제가) (손석우 작곡/최양숙 원곡/한명숙, 블루벨즈 노래)
- 《잘 살아 보세》(1972) (김희조 작곡/전석환 편곡/새마을 합창단 노래)

## 같이 보기
- 신상옥